# Borja Mayoral
Borja Mayoral (Parla, Madrid, España, 5 de abril de 1997) es un futbolista español que juega como delantero en el Getafe C. F. de la Primera División de España.
Considerado como uno de los juveniles españoles con mayor proyección, fue seleccionado por Fútbol Draft como uno de los mejores once futbolistas canteranos de España en 2016 y 2017. Ha sido internacional en las categorías inferiores de la selección española. Entre su palmarés destacan dos campeonatos de Europa logrados en Grecia 2015 (Sub-19) —torneo en el que además fue el máximo anotador—, y en Italia 2019 (Sub-21).

## Trayectoria

### Categorías inferiores
Empezó a jugar en 2004 en las categorías inferiores de la Agrupación Deportiva Parla de su ciudad natal. Permaneció apenas tres años bajo su disciplina hasta que en 2007 se incorporó a las categorías inferiores del Real Madrid Club de Fútbol.
Incorporado en las filas del segundo equipo de alevines, fue progresando por cada uno de los equipos inferiores del club merced a su gran faceta goleadora hasta llegar en 2014 a formar parte de la plantilla oficial del primer equipo juvenil, el Real Madrid C. F. Juvenil "A" sin haber pasado por el segundo equipo juvenil.
Luis Miguel Ramis le colocó como el delantero centro del equipo titular afianzando sus registros goleadores con un gran inicio de temporada que le llevaron a participar en la segunda edición de la Liga Juvenil de la UEFA. El jugador anotó un total de siete goles en siete partidos, situándose como máximo goleador de su equipo y de la competición.
Su registro se vio sustentado por sus actuaciones en el campeonato de liga juvenil donde anotó treinta y cinco goles en veintiocho partidos situándose, también en esta competición, como el jugador más determinante del equipo. Durante esta etapa en los equipos juveniles alcanzó sus máximos registros como goleador madridista al anotar un total de 98 goles oficiales en apenas dos temporadas.
Debido a su edad pudo participar en una segunda edición de la liga juvenil europea, anotando siete goles en cinco partidos, y sumar un total de 105 en toda su trayectoria juvenil, que le sirvieron para situarse como el segundo máximo goleador histórico de la competición con catorce goles.

### Lucha por la consolidación profesional
Continuó su ascensión por las categorías inferiores del club, y con la reciente desaparición del segundo equipo filial, fue promocionado al primer filial, el Real Madrid Castilla Club de Fútbol, entrenado por Zinedine Zidane, y posteriormente por Luis Miguel Ramis. Durante su etapa en el equipo filial jugó un total de 28 partidos en los que anotó 13 goles, siendo vaticinado como uno de los futbolistas con mejor proyección dentro de la cantera madridista.
Debutó en categoría profesional el 18 de enero de 2015, en la victoria por 0-1 frente al Getafe Club de Fútbol "B".
Sus buenas actuaciones en la cantera le llevaron a ser convocado por primera vez con el primer equipo en un partido correspondiente a la jornada 34 de la liga 2014-15 contra la Unión Deportiva Almería, aunque finalmente no llegó a debutar. El hecho se produjo a la temporada siguiente, el 31 de octubre, en la victoria de su equipo en el campeonato de liga ante la Unión Deportiva Las Palmas entrando en la segunda parte, y momento al que calificó como inolvidable:

“Estoy muy contento. Debutar con esta camiseta es un sueño. Llevaba cinco convocatorias y al final he debutado hoy. Ya es una fecha inolvidable, un sueño. Al saltar al campo he sentido mucha satisfacción. Han sido muchos años de sacrificio y me he acordado de mis padres, mi hermano y mis amigos. En el vestuario me han hecho muchas bromas porque ya llevo muchos entrenamientos con ellos. Se han portado de lujo, me han dado la enhorabuena, me han firmado todos la camiseta y me han puesto varios mensajes. La colgaré en mi habitación.”
Borja Mayoral. Madrid. 31 de octubre de 2015.

El 17 de septiembre de 2017 marcó su primer gol con el Real Madrid en el partido contra la Real Sociedad de Fútbol.

#### Cesiones
El 22 de julio de 2016 fue cedido al equipo de la Bundesliga VfL Wolfsburgo por una temporada. Hizo su debut el 20 de agosto en la primera ronda de la Copa de Alemania, reemplazando a Bas Dost en los últimos siete minutos de una victoria por 2-1 ante el FSV Frankfurt. El 16 de octubre jugó su primer partido de liga entrando en el minuto 77 en la derrota en casa por 0-1 ante el RB Leipzig. Anotó su primer gol el 3 de diciembre.
El 31 de agosto de 2018 el Levante U. D. hizo oficial su llegada como cedido. En julio de 2019 regresó al conjunto granota después de que ambos clubes llegaran a un acuerdo para un nuevo préstamo.
El 2 de octubre de 2020 fue cedido por dos temporadas a la A. S. Roma a cambio de dos millones de euros. Durante la primera de ellas, el club italiano podría adquirirlo en propiedad por una cantidad de 15 de millones, que ascenderían a 20 si la opción la ejecutaran durante el segundo curso. El 13 de enero de 2022, antes de que este último terminara, el equipo romano accedió a que terminase su periodo de cesión en el Getafe Club de Fútbol

### Traspaso a Getafe
Tras el final de curso y la nueva pretemporada con el Real Madrid, fue finalmente traspasado al equipo getafense, entidad que más interés mostró en Mayoral y en su consolidación a largo plazo.

## Selección nacional

### Categorías inferiores
El madrileño ha sido internacional con las categorías inferiores de la selección española, donde ha vestido la camiseta de la sub-17 antes de ser promocionado a la sub-19, su actual equipo, con el que disputó la clasificación para el Europeo sub-19 de 2015 que posteriormente disputó.
En el citado europeo fue uno de los jugadores más determinantes no solo de su equipo sino del torneo al anotar tres goles en cinco partidos que sirvieron para que su selección conquistase el título y a nivel individual se proclamase como el máximo anotador.

## Estadísticas

### Clubes
Actualizado al último partido disputado el 5 de octubre de 2024.
| Club | Div.          | Temporada     | Liga  | Liga  | Liga   | Copas nacionales(1) | Copas nacionales(1) | Copas nacionales(1) | Copas internacionales(2) | Copas internacionales(2) | Copas internacionales(2) | Total | Total | Total  |
| Club | Div.          | Temporada     | Part. | Goles | Asist. | Part.               | Goles               | Asist.              | Part.                    | Goles                    | Asist.                   | Part. | Goles | Asist. |
| --- | ------------- | ------------- | ----- | ----- | ------ | ------------------- | ------------------- | ------------------- | ------------------------ | ------------------------ | ------------------------ | ----- | ----- | ------ |
| R. M. Castilla C. F. · España | 2.ª B         | 2014-15       | 5     | 2     | 0      | —                   | —                   | —                   | —                        | —                        | —                        | 5     | 2     | 0      |
| R. M. Castilla C. F. · España | 2.ª B         | 2015-16       | 33    | 15    | 5      | —                   | —                   | —                   | —                        | —                        | —                        | 33    | 15    | 5      |
| R. M. Castilla C. F. · España | Total club    | Total club    | 38    | 17    | 5      | 0                   | 0                   | 0                   | 0                        | 0                        | 0                        | 38    | 17    | 5      |
| Real Madrid C. F. · España | 1.ª           | 2015-16       | 6     | 0     | 1      | 0                   | 0                   | 0                   | 0                        | 0                        | 0                        | 6     | 0     | 1      |
| VfL Wolfsburg · Alemania | 1.ª           | 2016-17       | 19    | 2     | 0      | 2                   | 0                   | 0                   | —                        | —                        | —                        | 21    | 2     | 0      |
| VfL Wolfsburg · Alemania | Total club    | Total club    | 19    | 2     | 0      | 2                   | 0                   | 0                   | 0                        | 0                        | 0                        | 21    | 2     | 0      |
| Real Madrid C. F. · España | 1.ª           | 2017-18       | 14    | 3     | 1      | 6                   | 3                   | 1                   | 4                        | 1                        | 1                        | 24    | 7     | 3      |
| Real Madrid C. F. · España | 1.ª           | 2018-19       | 0     | 0     | 0      | 0                   | 0                   | 0                   | 1                        | 0                        | 0                        | 1     | 0     | 0      |
| Levante U. D. · España | 1.ª           | 2018-19       | 29    | 3     | 2      | 4                   | 2                   | 0                   | —                        | —                        | —                        | 33    | 5     | 2      |
| Levante U. D. · España | 1.ª           | 2019-20       | 34    | 8     | 2      | 2                   | 1                   | 0                   | —                        | —                        | —                        | 36    | 9     | 2      |
| Levante U. D. · España | Total club    | Total club    | 63    | 11    | 4      | 6                   | 3                   | 0                   | 0                        | 0                        | 0                        | 69    | 14    | 4      |
| Real Madrid C. F. · España | 1.ª           | 2020-21       | 2     | 0     | 0      | 0                   | 0                   | 0                   | 0                        | 0                        | 0                        | 2     | 0     | 0      |
| Real Madrid C. F. · España | Total club    | Total club    | 22    | 3     | 2      | 6                   | 3                   | 1                   | 5                        | 1                        | 1                        | 33    | 7     | 4      |
| A. S. Roma · Italia | 1.ª           | 2020-21       | 31    | 10    | 3      | 1                   | 0                   | 1                   | 13                       | 7                        | 2                        | 45    | 17    | 6      |
| A. S. Roma · Italia | 1.ª           | 2021-22       | 5     | 0     | 0      | 0                   | 0                   | 0                   | 6                        | 1                        | 0                        | 11    | 1     | 0      |
| A. S. Roma · Italia | Total club    | Total club    | 36    | 10    | 3      | 1                   | 0                   | 1                   | 19                       | 8                        | 2                        | 56    | 18    | 6      |
| Getafe C. F. · España | 1.ª           | 2021-22       | 18    | 6     | 1      | 0                   | 0                   | 0                   | —                        | —                        | —                        | 18    | 6     | 1      |
| Getafe C. F. · España | 1.ª           | 2022-23       | 35    | 8     | 2      | 3                   | 1                   | 0                   | —                        | —                        | —                        | 38    | 9     | 2      |
| Getafe C. F. · España | 1.ª           | 2023-24       | 27    | 15    | 1      | 4                   | 2                   | 0                   | —                        | —                        | —                        | 31    | 17    | 1      |
| Getafe C. F. · España | 1.ª           | 2024-25       | 5     | 1     | 0      | 0                   | 0                   | 0                   | —                        | —                        | —                        | 5     | 1     | 0      |
| Getafe C. F. · España | Total club    | Total club    | 85    | 30    | 4      | 7                   | 2                   | 0                   | 0                        | 0                        | 0                        | 92    | 33    | 4      |
| Total carrera | Total carrera | Total carrera | 263   | 73    | 18     | 22                  | 9                   | 2                   | 24                       | 9                        | 3                        | 309   | 91    | 23     |
| (1) En caso del equipo filial son partidos de play-off por el ascenso 2016 / DFB Pokal (2016-17) / Copa del Rey (2017-Act.) / Copa Italia (2020-21).(2) Incluye datos de Liga de Campeones de la UEFA, Liga Europa de la UEFA |               |               |       |       |        |                     |                     |                     |                          |                          |                          |       |       |        |

## Palmarés

### Títulos internacionales
(*) Incluyendo la selección
| Título              | Equipo *          | Año  |
| ------------------- | ----------------- | ---- |
| Europeo (sub-19)    | España (sub-19)   | 2015 |
| Eurocopa (sub-21)   | España (sub-21)   | 2019 |
|                     |                   |      |
| Liga de Campeones   | Real Madrid C. F. | 2018 |
| Supercopa de Europa | Real Madrid C. F. | 2017 |
| Mundial de Clubes   | Real Madrid C. F. | 2017 |
| Liga Conferencia    | A. S. Roma        | 2022 |

### Distinciones individuales
| Distinción                                                | Año  |
| --------------------------------------------------------- | ---- |
| Máximo goleador de la Primera División Autonómica Juvenil | 2014 |
| Máximo goleador de la Liga Juvenil de la UEFA             | 2015 |
| Máximo goleador de la División de Honor Juvenil           | 2015 |
| Máximo goleador del Europeo Sub-19                        | 2015 |
| Trofeo Zarra                                              | 2024 |